# Coelorinchus sheni
Coelorinchus sheni is een straalvinnige vissensoort uit de familie van rattenstaarten (Macrouridae). De wetenschappelijke naam van de soort is voor het eerst geldig gepubliceerd in 2004 door Chiou, Shao & Iwamoto.